# Qiu Qiyuan
Qiu Qiyuan (chinesisch 邱祺缘; * 24. Mai 2007 in Fujian) ist eine chinesische Kunstturnerin. Bei den Weltmeisterschaften 2023 in Antwerpen wurde sie Weltmeisterin am Stufenbarren.

## Werdegang

### Junior
2021 belegte Qiu bei den chinesischen Meisterschaften den zehnten Platz im Einzelmehrkampf und den siebten Platz am Schwebebalken. Bei den chinesischen Nationalspielen („National Games“) erreichte sie den sechsten Platz im Einzelmehrkampf und gewann die Bronzemedaille am Schwebebalken.
Im September 2022 gewann Qiu bei den chinesischen Meisterschaften in Hangzhou die Goldmedaille am Schwebebalken. Im Einzelmehrkampf wurde sie Siebte, am Stufenbarren Vierte. Im selben Jahr wurde sie am Knie operiert.

### Senior
Anfang März 2023 erreichte Qiu im Finale des Weltcups in Doha mit 11,633 Punkten den sechsten Platz am Stufenbarren und wurde mit 12,233 Punkten Siebte im Schwebebalken-Finale. Am 11. März gewann Qiu im Finale des Weltcups in Baku die Goldmedaille am Stufenbarren mit einer Wertung von 14,700 Punkten.
Im Mai 2023 gewann Qiu bei der chinesischen Meisterschaft Gold im Einzelmehrkampf, am Stufenbarren und am Schwebebalken, bei letzterem turnte sie eine Übung mit einem Schwierigkeitsgrad von 6,8.
Qiu gewann im Juni 2023 mit dem chinesischen Frauenteam die Goldmedaille bei den Asienmeisterschaften 2023 in Singapur im Mannschaftsmehrkampf. Qiu gewann außerdem mit einer Gesamtpunktzahl von 54,932 Punkten Gold im Einzelmehrkampf sowie Gold am Stufenbarren.
Im Oktober 2023 wurde sie bei den Weltmeisterschaften 2023 in Antwerpen Weltmeisterin am Stufenbarren. Auch erreichte sie mit einer Punktzahl von 54,799 den vierten Platz im Einzelmehrkampf hinter Shilese Jones.
Bei den Olympischen Spielen 2024 in Paris gewann Qiu Silber am Stufenbarren.